# Campeonato Mundial de Ciclismo de Montaña de 2012
El XXIII Campeonato Mundial de Ciclismo de Montaña se celebró en las localidades de Leogang y Saalfelden (Austria) entre el 29 de agosto y el 9 de septiembre de 2012, bajo la organización de la Unión Ciclista Internacional (UCI) y la Unión Ciclista de Austria.
Se compitió en 5 disciplinas, las que otorgaron un total de 12 títulos de campeón mundial:
- Descenso (DH) – masculino y femenino
- Campo a través (XC) – masculino, femenino y mixto por relevos
- Campo a través para 4 (4X) – masculino y femenino
- Campo a través por eliminación (XCE) – masculino y femenino
- Trials (TRI) – masculino 20″, masculino 26″ y femenino 20″/26″

## Resultados

### Masculino
| Evento                                 | Oro                                   | Plata                                | Bronce                              |
| -------------------------------------- | ------------------------------------- | ------------------------------------ | ----------------------------------- |
| Descenso (02.09)                       | Greg Minnaar Sudáfrica 3:21,790       | George Atherton Reino Unido 3:22,371 | Steve Smith · Canadá · 3:23,004     |
| Campo a través (08.09)                 | Nino Schurter · Suiza · 1:40:55       | Lukas Flückiger · Suiza · 1:41:28    | Mathias Flückiger · Suiza · 1:41:50 |
| Campo a través para 4 (01.09)          | Roger Rinderknecht · Suiza ·          | Michael Měchura · República Checa ·  | Tomáš Slavík · República Checa ·    |
| Campo a través por eliminación (09.09) | Ralph Näf · Suiza ·                   | Miha Halzer Eslovenia                | Daniel Federspiel · Austria ·       |
| Trials 20″ (06.09)                     | Benito Ros Charral · España · 33 pts. | Abel Mustieles · España · 36,5 pts.  | Vincent Hermance Francia 41 pts.    |
| Trials 26″ (07.09)                     | Gilles Coustellier Francia 19         | Aurélien Fontenoy Francia 35         | Kenny Belaey · Bélgica · 39         |

### Femenino
| Evento                                 | Oro                                   | Plata                                      | Bronce                                   |
| -------------------------------------- | ------------------------------------- | ------------------------------------------ | ---------------------------------------- |
| Descenso (02.09)                       | Morgane Charre Francia 3:50,654       | Emmeline Ragot Francia 3:51,853            | Manon Carpenter Reino Unido 3:52,144     |
| Campo a través (08.09)                 | Julie Bresset Francia 1:32:25         | Gunn-Rita Dahle Flesjå · Noruega · 1:34:12 | Georgia Gould Estados Unidos 1:35:37     |
| Campo a través para 4 (01.09)          | Anneke Beerten · Países Bajos ·       | Romana Labounková · República Checa ·      | Céline Gros Francia                      |
| Campo a través por eliminación (09.09) | Alexandra Engen · Suecia ·            | Jolanda Neff · Suiza ·                     | Aleksandra Dawidowicz · Polonia ·        |
| Trials 20″/26″ (05.09)                 | Gemma Abant Condal · España · 20 pts. | Andrea Wesp · Alemania · 25 pts.           | Tatiana Janíčková · Eslovaquia · 28 pts. |

### Mixto
| Evento                             | Oro                                                                                  | Plata                                                                    | Bronce                                                                               |
| ---------------------------------- | ------------------------------------------------------------------------------------ | ------------------------------------------------------------------------ | ------------------------------------------------------------------------------------ |
| Campo a través por relevos (06.09) | Marco Aurelio Fontana · Beltain Schmid · Eva Lechner · Luca Braidot · Italia · 51:54 | Jordan Sarrou Victor Koretzky Julie Bresset Maxime Marotte Francia 51:55 | Markus Schulte-Lünzum · Martin Frey · Sabine Spitz · Manuel Fumic · Alemania · 53:17 |

## Medallero
| Núm. | País            | Oro | Plata | Bronce | Total |
| ---- | --------------- | --- | ----- | ------ | ----- |
| 1    | Francia         | 3   | 3     | 2      | 8     |
| 2    | Suiza           | 3   | 2     | 1      | 6     |
| 3    | España          | 2   | 1     | 0      | 3     |
| 4    | Italia          | 1   | 0     | 0      | 1     |
| 4    | Países Bajos    | 1   | 0     | 0      | 1     |
| 4    | Sudáfrica       | 1   | 0     | 0      | 1     |
| 4    | Suecia          | 1   | 0     | 0      | 1     |
| 8    | República Checa | 0   | 2     | 1      | 3     |
| 9    | Alemania        | 0   | 1     | 1      | 2     |
| 9    | Reino Unido     | 0   | 1     | 1      | 2     |
| 11   | Eslovenia       | 0   | 1     | 0      | 1     |
| 11   | Noruega         | 0   | 1     | 0      | 1     |
| 13   | Austria         | 0   | 0     | 1      | 1     |
| 13   | Bélgica         | 0   | 0     | 1      | 1     |
| 13   | Canadá          | 0   | 0     | 1      | 1     |
| 13   | Eslovaquia      | 0   | 0     | 1      | 1     |
| 13   | Estados Unidos  | 0   | 0     | 1      | 1     |
| 13   | Polonia         | 0   | 0     | 1      | 1     |
|      | TOTAL           | 12  | 12    | 12     | 36    |